# Tinke
Tinke (danska: Ulvepigen Tinke) är en dansk familjefilm från 2002 som bygger på boken Vem vill ha Kristin? av Cecil Bødker.

## Handling
Drängen Larus gnager på brödskorpor ute i ödemarken när han ser en hungrig, smutsig och illaluktande liten vildflicka, Tinke. Larus ger flickan bröd och mjölk och lär så småningom känna henne. Chockerande nog visar det sig att hon bor ensam i ett hönshus eftersom hon inte tål lukten av sin mammas ruttnande lik inne i vardagsrummet. Tinkes mamma dog för många månader sedan av en sjukdom som också dödade hennes pappa.

## Rollista
- Sarah Juel Werner – Tinke
- Peter Jeppe Hansen – Larus, hyresdräng
- Lisbet Dahl – matmor
- Karin Rørbech – Tinkes mor, Martha
- Erik Wedersøe – husbonde
- Bent Mejding – herreman och morfar
- Sarah Boberg – faster Astrid
- Birthe Neumann – mormor
- Kjeld Nørgaard – länsman
- Jonas Oscarsson – Hartad, husbondens son
- Arne Anton Faxhøj – Emil
- Bodil Sangill – Katinka
- Morten Nørby – Torkil
- Trine Pallesen – moster Sophie
- Lotte Andersen – moster Louise
- Pelle Koppel – farbror Erik

### Svenska röster
- Moraea Myrgren-Johansson – Tinke
- Viktor Högman – Larus
- Maria Kulle – matmor
- Lars-Erik Berenett – husbond
- Stig Grybe – morfar
- Kerstin Birde – mormor
- Jonas Oscarsson – Harald
- Lillemor Hjelm – Martha
- Per Lundström – Torkil
- Hedvig Lagerkvist – moster Louise
- Karin Bergquist – moster Sophie
- Pernille Brahms – piga
- Carsten Islington – Karl

- Röstregi – Anja Schmidt
- Översättning – Thomas Löwhagen
- Inspelning, redigering – Olle Tannergård[4]